# 1845
- Wikisource

| Calendário gregoriano                                                        | 1845 MDCCCXLV                       |
| Ab urbe condita                                                              | 2598                                |
| Calendário arménio                                                           | 1294 – 1295                         |
| Calendário bahá'í                                                            | 1 – 2                               |
| Calendário budista                                                           | 2389                                |
| Calendário chinês                                                            | 4541 – 4542 Início a 7 de fevereiro |
| Calendário copta                                                             | 1561 – 1562                         |
| Calendário etíope                                                            | 1837 – 1838                         |
| Calendários hindus - Vikram Samvat - Calendário nacional indiano - Cáli Iuga | 1900 – 1901 1766 – 1767 4945 – 4946 |
| Calendário Holoceno                                                          | 11845                               |
| Calendário islâmico                                                          | 1261 – 1262                         |
| Calendário judaico                                                           | 5605 – 5606                         |
| Calendário persa                                                             | 1223 – 1224 Início a 21 de março    |
| Calendário rúnico                                                            | 2095                                |
| Calendário solar tailandês                                                   | 2388                                |

1845 (MDCCCXLV, na numeração romana) foi um ano comum do século XIX do atual calendário gregoriano, da era de Cristo, e a sua letra dominical foi E (52 semanas), teve início a uma quarta-feira e terminou também a uma quarta-feira.
| Ano completo                        |
| ----------------------------------- |
| Ano comum com início à quarta-feira |

## Eventos

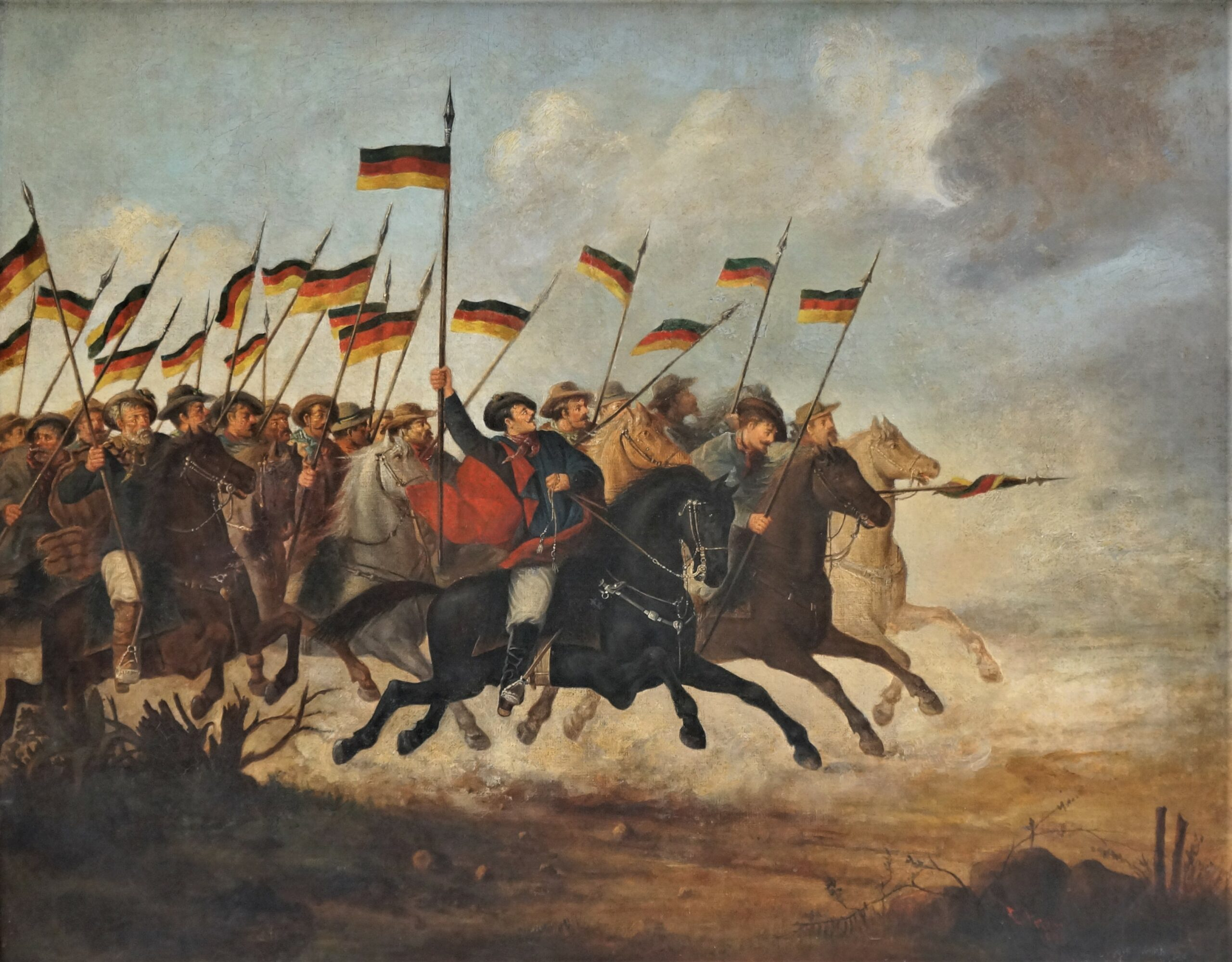
Guilherme Litran, Carga de cavalaria Farroupilha, acervo do Museu Júlio de Castilhos

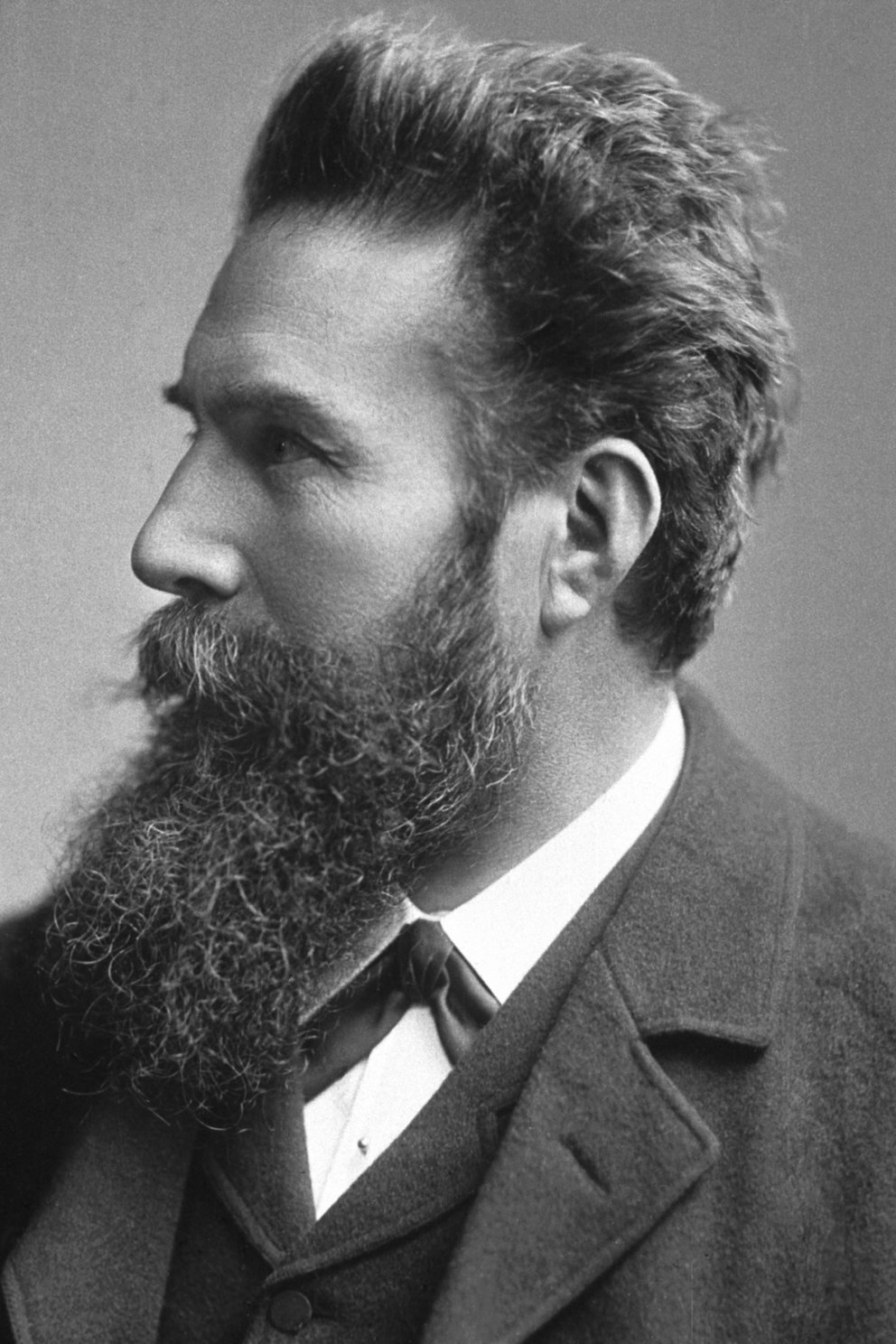
Wilhelm Conrad Röntgen, recebeu o Prémio Nobel da Física em 1901

- Fundada a marca de chocolates Lindt & Sprüngli.
- Canato de Cocande — Murade Begue Cã toma o poder com o apoio do Emirado de Bucara, de quem se declara vassalo, derrubando Xir Ali Cã. Muito pouco tempo depois foi derrubado e Maomé Cudaiar Cã foi colocado no trono do canato novamente independente.
- 28 de fevereiro — Fim da Guerra dos Farrapos, com o Tratado de Poncho Verde, assinado por ambas as partes, nos termos do qual a República Rio-Grandense e a República Juliana (Catarinense) são anexadas ao Império do Brasil.
- 3 de março — Flórida torna-se o 27.º estado norte-americano.
- 4 de março — James K. Polk toma posse como Presidente dos Estados Unidos.
- 29 de junho —  Chegada a Petrópolis dos primeiros colonos alemães para povoamento da cidade.
- 8 de agosto — Promulgação do Bill Aberdeen, uma lei do Parlamento do Reino Unido que autorizava os navios britânicos a prender ou afundar navios negreiros.
- 29 de dezembro — O Texas torna-se o 28.º estado norte-americano.

## Nascimentos
- 25 de fevereiro — George Reid, 4.º primeiro-ministro da Austrália, (m. 1918).
- 3 de março — Georg Cantor, matemático alemão (m. 1918).
- 10 de março — Imperador Alexandre III da Rússia.
- 27 de março — Wilhelm Conrad Röntgen, físico, primeiro laureado com o Prémio Nobel da Física em 1901 (m. 1923).
- 25 de maio — Eugène Grasset, artista suíço/francês (m. 1917).
- 25 de maio — Lip Pike, jogador de beisebol (m. 1893).
- 9 de junho — Gilbert Elliot-Murray-Kynynmound, 4.° Earl de Minto (m. 1914).
- 19 de julho — Horatio Nelson Young, herói naval americano (m. 1913).
- 15 de agosto — Walter Crane, pintor e desenhador britânico; (m. 1915).
- 19 de agosto — Edmond James de Rothschild, filantropo (m. 1934).
- 25 de agosto — Luís II da Baviera (m. 1886).
- 24 de outubro — Rafael Antonio Gutiérrez, presidente de El Salvador de 1894 a 1898 (m. 1921).
- 10 de novembro — John Sparrow David Thompson, primeiro-ministro do Canadá.
- 25 de novembro — Eça de Queiroz, romancista realista português.

## Mortes
- 8 de junho — Andrew Jackson, presidente dos Estados Unidos (n. 1767).
- Xir Ali Cã — cã de Cocande (n. c. 1792; r. 1842–1845), mandado executar por Murade Begue Cã.
- 17 de março — Pierre François Marie Auguste Dejean, Entomologista Francês

## Por tema
- 1845 no Brasil
- 1845 na ciência
- 1845 na literatura
- 1845 na música